# Sakaide (Kagawa)

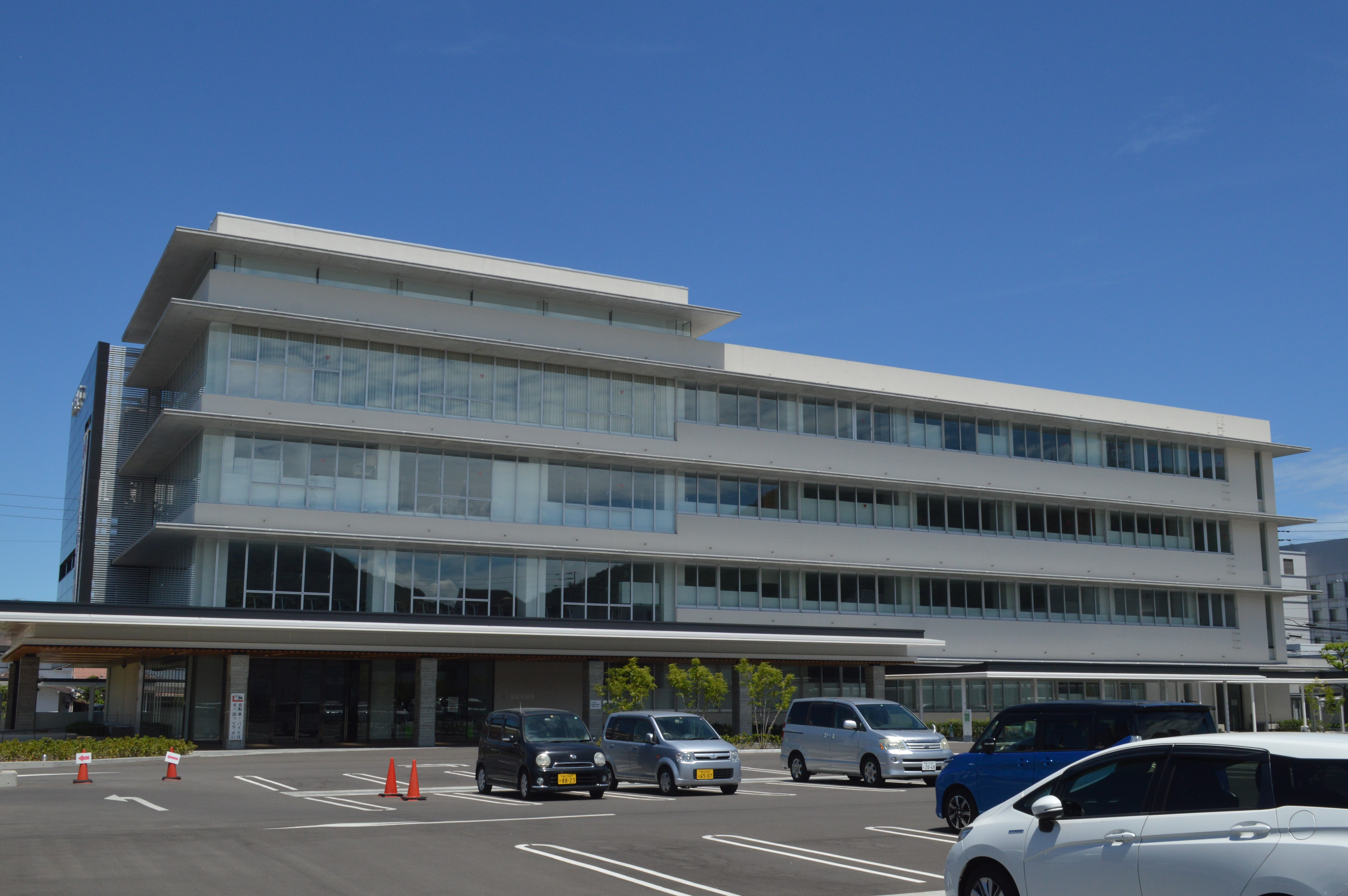
Sakaide City Hall

Sakaide (坂出市 Sakaide-shi?) es una ciudad localizada en la prefectura de Kagawa, Japón. En octubre de 2019 tenía una población estimada de 51.196 habitantes y una densidad de población de 554 personas por km². Su área total es de 92,49 km².

## Geografía

### Localidades circundantes
- Prefectura de Kagawa
  - Ayagawa
  - Marugame
  - Takamatsu
  - Utazu

## Demografía
Según los datos del censo japonés, esta es la población de Sakaide en los últimos años.
| 1995   | 2000   | 2005   | 2010   | 2015   |
| ------ | ------ | ------ | ------ | ------ |
| 61.351 | 59.228 | 57.266 | 55.621 | 53.164 |

## Relaciones internacionales

### Ciudades hermanadas
- Sausalito, Estados Unidos – desde el 2 de febrero de 1988
- Lansing, Estados Unidos – desde el 12 de abril de 1996